# Regazyfikacja
Regazyfikacja - proces przemysłowy polegający na zamianie gazu ziemnego LNG w postaci skroplonej na postać gazową poprzez ogrzewanie skroplonej substancji.